# واسمانسدورف
واسمانسدورف (به آلمانی: Waßmannsdorf) یک منطقهٔ مسکونی در آلمان است که در شونفلد واقع شده‌است. واسمانسدورف ۱٬۰۰۰ نفر جمعیت دارد.